# Kassem Abdel-Aziz
Pour les articles homonymes, voir Abdel Aziz.
Kassem Abdel-Aziz (né à Bakhoun en 1951) est un homme politique libanais.
Pédiatre et neurologue, il a fait ses études en Égypte, en Angleterre et en Écosse.
Il est élu député sunnite de Denniyé en 2005 sur la liste d’alliance des forces Alliance du 14 mars.
Entre 2005 et 2009, il est membre du Bloc Tripolitain, un groupement politique constitué par des députés du Nord du Liban, Mohammad Safadi, Mohammad Kabbara et Maurice Fadel. Après sa réélection en 2009, il constitue avec Safadi (alors ministre de l'Économie et du Commerce) le bloc de l'Entente nationale qui sera dissous le 25 janvier 2011, lorsque Safadi décide de soutenir Najib Mikati pour le poste de Premier ministre, alors qu'Abdel-Aziz maintient son soutien à Saad Hariri.